# 十月區 (卡爾梅克共和國)
47°51′N 45°26′E / 47.850°N 45.433°E
十月區（俄语：Октябрьский район），是俄羅斯的一個區，位於該國西南部，由卡爾梅克共和國負責管轄，始建於1977年，面積3,681平方公里，2010年人口9,438，人口密度每平方公里2.56人。